# Наполеондор

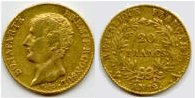
Бонапартівська монета 1803 року

Наполеондо́р (фр. Napoléon d'or) — золота монета у Франції, що карбувалася за часів Наполеона I Бонапарта та Наполеона III. Номінал — 20 франків. Приблизна вага — 6,5 г.

## Історія
Перші наполеондори були випущені в емісію 28 березня 1803 року першим консулом Наполеоном Бонапартом. На монеті був зображений профіль Наполеона, подібно до того, як на луїдорах зображувались правлячі імператори на ім'я «Луї».
Наполеондор став стандартом для золотих монет XIX століття в багатьох країнах Європи.
В широкому сенсі, наполеондорами в подальшому називали будь-які французькі монети номіналом в 20 франків.